# بی‌بی‌سی سه
بی‌بی‌سی سه (انگلیسی: BBC Three) یک شبکه تلویزیونی متعلق به گروه بی‌بی‌سی است که در تاریخ ۹ فوریه ۲۰۰۳ تأسیس شده‌است.
این شبکه که در به صورت اچ‌دی که از طریق تلویزیون پروتکل اینترنت، تلویزیون ماهواره‌ای، کابلی دیجیتالی و زمینی قابل دریافت است در کشور بریتانیا برنامه پخش میکند.